# Bay Bulls
Bay Bulls est une petite communauté vivant de la pêche située sur la péninsule d'Avalon de l'île de Terre-Neuve dans la province de Terre-Neuve-et-Labrador au Canada. La population y était de 1 078 en 2006.

## Géographie
Bay Bulls est située sur la péninsule d'Avalon de l'île de Terre-Neuve dans la province de Terre-Neuve-et-Labrador à quelques milles au sud de Saint-Jean.

## Annexe